# Cleistes rosea
Cleistes rosea är en orkidéart som beskrevs av John Lindley. Cleistes rosea ingår i släktet Cleistes, och familjen orkidéer. Inga underarter finns listade i Catalogue of Life.

## Bildgalleri

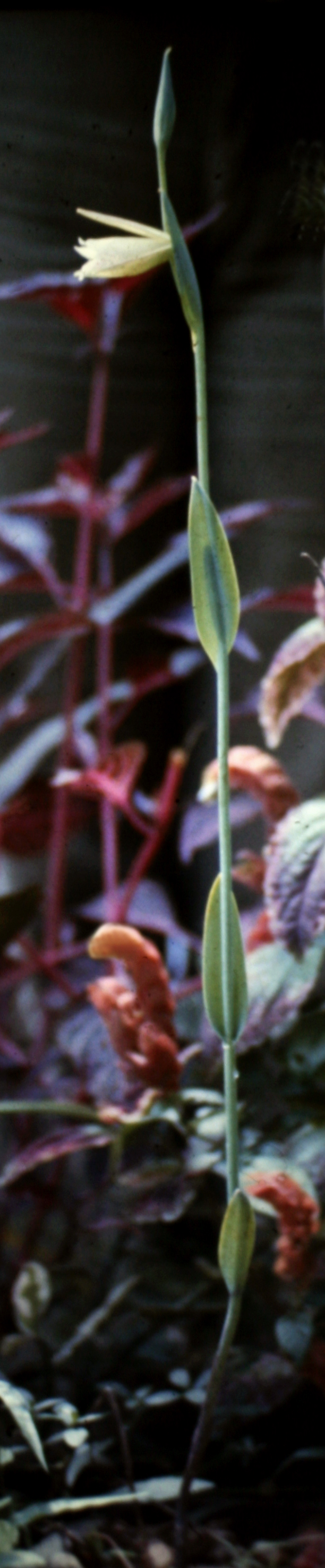
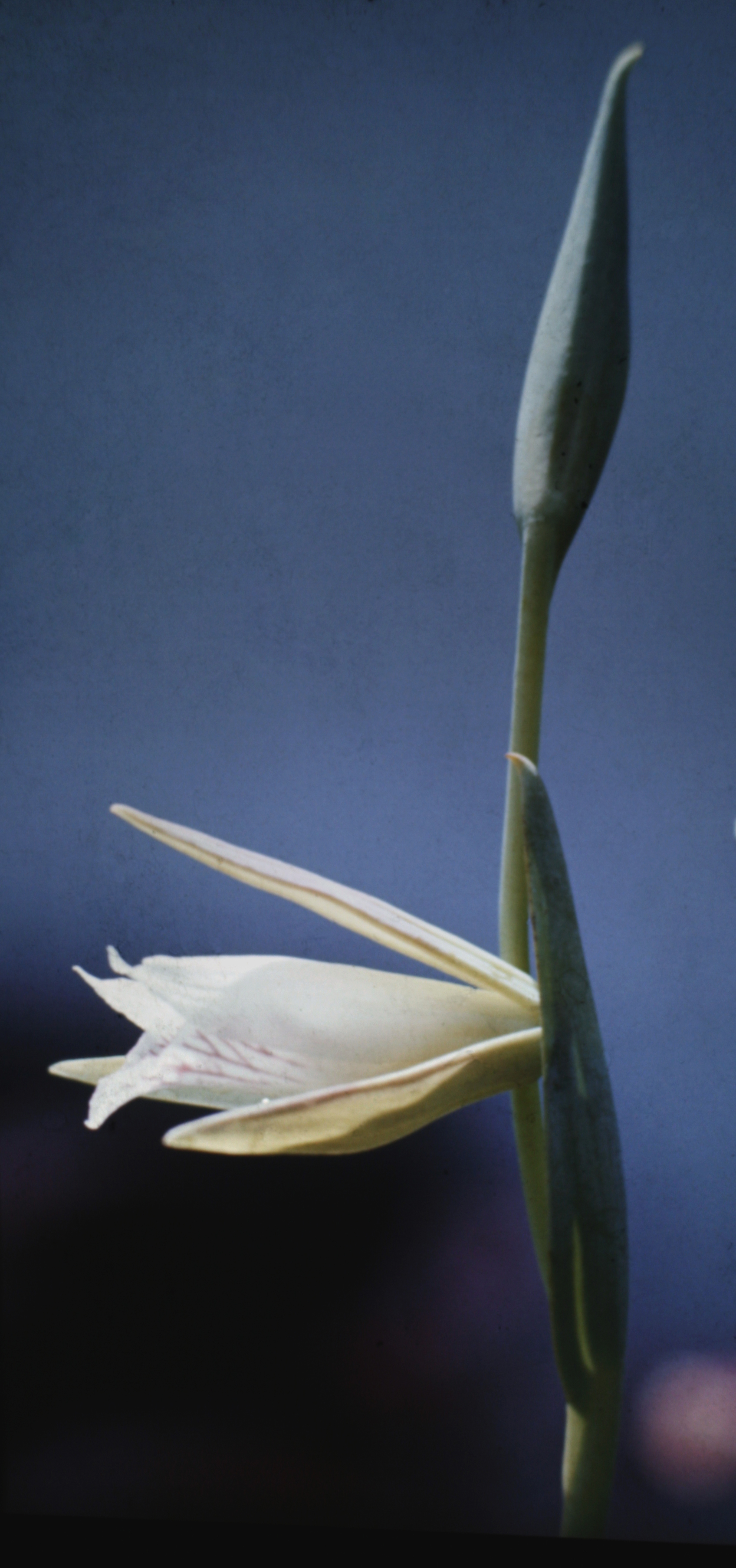
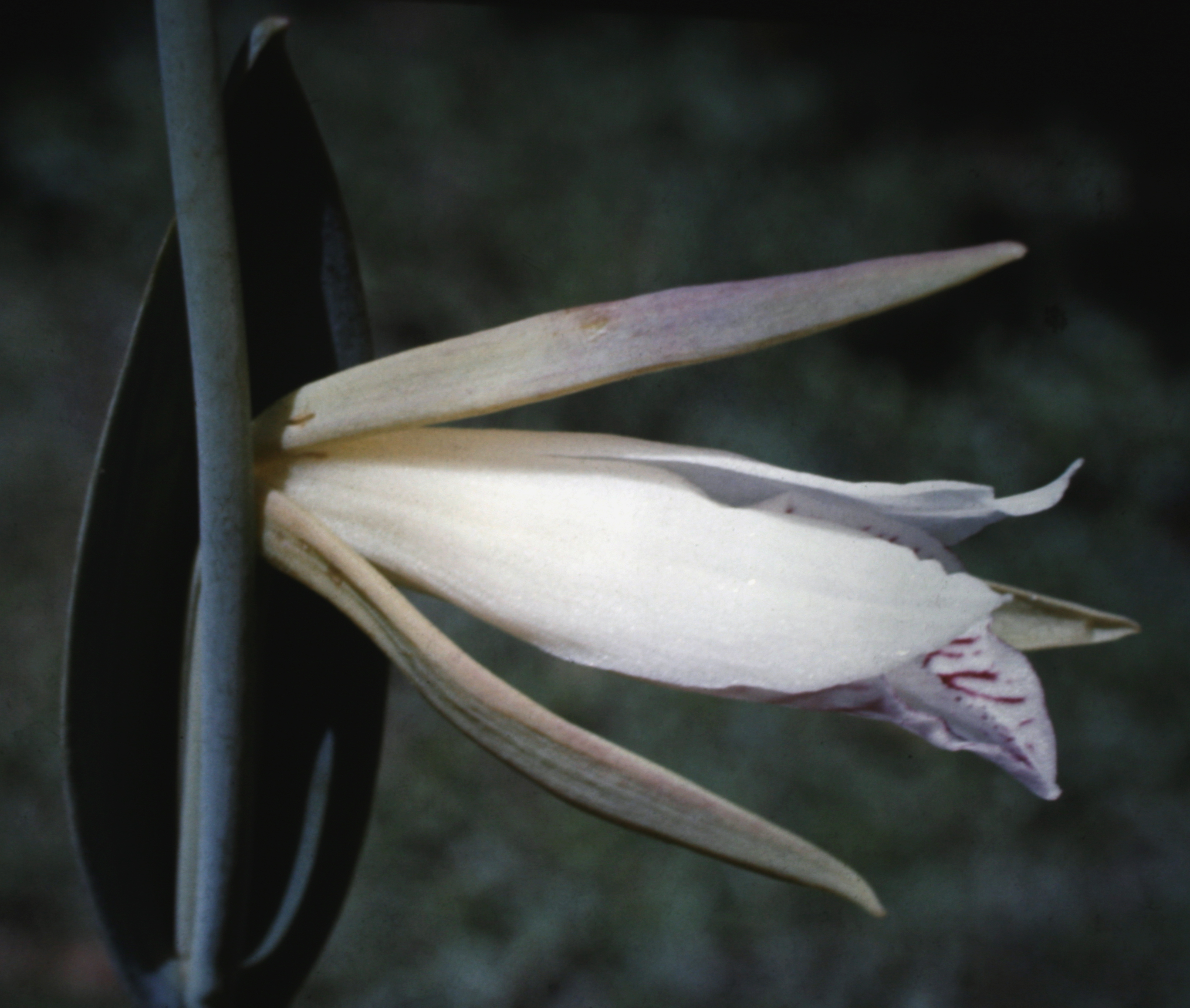